# Afrocanthium salubenii
Afrocanthium salubenii är en måreväxtart som först beskrevs av Diane Mary Bridson, och fick sitt nu gällande namn av Henrik Lantz. Afrocanthium salubenii ingår i släktet Afrocanthium och familjen måreväxter.
Artens utbredningsområde är Malawi. Inga underarter finns listade i Catalogue of Life.